# Новочеркаська «Просвіта»
Новочеркаське товариство «Просвіта» — культурно-просвітницька організація, що існувала з 1907 по 1913 рік.
Товариство «Просвіта» було створене в Новочеркаську, адміністративному центрі Області війська Донського, 1907 року. Об'єднувало місцевих українців та студентів, які приїздили навчатись до Донського політехнічного інституту. Головою «Просвіти» був Захар Барабаш. Товариство влаштовувало вистави, відзначення Шевченкових роковин. Перебувало під таємним наглядом Донського обласного жандармського управління. Закрите адміністративним розпорядженням у 1913 році.